# 黄金聖闘士
黄金聖闘士（ゴールドセイント）は、車田正美の漫画『聖闘士星矢』およびそれを原作とする同名のアニメに登場する架空の人物たちである。
派生作品『聖闘士星矢EPISODE.G』『聖闘士星矢 NEXT DIMENSION 冥王神話』『聖闘士星矢Ω』『聖闘士星矢 THE LOST CANVAS 冥王神話』での諸設定・キャラクターの詳細については、それぞれ聖闘士星矢EPISODE.G#黄金聖闘士、聖闘士星矢 NEXT DIMENSION 冥王神話の登場人物、聖闘士星矢 THE LOST CANVAS 冥王神話の登場人物、聖闘士星矢Ω登場人物一覧#黄金聖闘士を参照。

## 概要
ギリシアに存在する聖域（サンクチュアリ）において、アテナ神殿へ至る唯一の道である神殿、十二宮を守護する12人の最上級聖闘士およびその称号。全員が黄金聖衣（ゴールドクロス）を身に纏い、第七感であるセブンセンシズに目覚め、光速（マッハ90万弱）の拳を繰り出す。また、魂を操る、人間の感覚を剥奪する、銀河を砕くなど、人知を超越した闘技の使い手も多い。
黄金聖闘士同士の戦いは実力が拮抗しているため、千日戦争（ワンサウザンドウォーズ）と呼ばれる膠着状態に陥るか、双方消滅するかのどちらかになると言われる。
白銀聖闘士とは異なり、聖戦を始めとするよほどの非常事態でなければ活動することはなく、黄金聖闘士同士が顔を合わせること自体、非常に稀であるという。
また、どの次元・年代においても、強さが絶対的な価値基準になっている闘士が多く、強さを示さない限りは話すら聞かない人物が多くを占めている。
12人の誕生日の星座は自身の守護星座と一致している。

## 一覧
- 名前の欄のリンクは本ページ内へのアンカーリンクである。個々の人物の詳細はそれらアンカー先を参照のこと。
- 画像の列のリンクは、東映アニメ『聖闘士星矢』冥王ハーデス冥界編 前章 および 後章 のウェブサイト内への外部リンクである。
- 星座の列のソートボタンで元の順序に戻る。

| 守護宮 | 守護宮 | 星座   | 星座         | 名前           | 画像 | 声                                    | 年齢    | 身長        | 体重  | 出身地/修行地                       | 技 |
| ------ | ------ | ------ | ------------ | -------------- | ---- | ------------------------------------- | ------- | ----------- | ----- | ----------------------------------- | --- |
| 1      | 白羊宮 | 牡羊座 | アリエス     | ムウ           | 画像 | 塩沢兼人 山崎たくみ 宮本充            | 20歳    | 182cm       | 75kg  | チベット 修行地：ジャミール         | クリスタルウォール スターライトエクスティンクション スターダストレボリューション クリスタルネット                      |
| 2      | 金牛宮 | 牡牛座 | タウラス     | アルデバラン   | 画像 | 玄田哲章 小山力也                     | 20歳    | 210cm       | 130kg | ブラジル 修行地：ブラジル           | グレートホーン |
| 3      | 双児宮 | 双子座 | ジェミニ     | サガ           | 画像 | 曽我部和恭 野島昭生 関俊彦 置鮎龍太郎 | 28歳    | 188cm       | 87kg  | ギリシア 修行地：聖域               | ギャラクシアンエクスプロージョン アナザーディメンション 幻朧魔皇拳                                                     |
| 4      | 巨蟹宮 | 蟹座   | キャンサー   | デスマスク     | 画像 | 田中亮一 平田広明                     | 23歳    | 184cm       | 82kg  | イタリア 修行地：シチリア島         | 積尸気冥界波 積尸気冥窮波                                                                                              |
| 5      | 獅子宮 | 獅子座 | レオ         | アイオリア     | 画像 | 田中秀幸 頓宮恭子 井上剛              | 20歳    | 185cm       | 85kg  | ギリシア 修行地：聖域               | ライトニングボルト ライトニングプラズマ                                                                                |
| 6      | 処女宮 | 乙女座 | バルゴ       | シャカ         | 画像 | 三ツ矢雄二 佐藤朱 真殿光昭            | 20歳    | 182cm       | 68kg  | インド 修行地：ガンジス川流域       | 天魔降伏 / 転法輪印 / カーン 六道輪廻 / 天舞宝輪 天空覇邪魑魅魍魎                                                      |
| 7      | 天秤宮 | 天秤座 | ライブラ     | 童虎（老師）   | 画像 | 矢田耕司 小林通孝 堀内賢雄            | 261歳   | 140〜 170cm | 不明  | 中国 修行地：廬山五老峰             | 廬山百龍覇 廬山昇龍覇 廬山龍飛翔(LC)/廬山亢龍覇(LC)/遊虎千人演舞(LC)                                                   |
| 8      | 天蝎宮 | 蠍座   | スコーピオン | ミロ           | 画像 | 池田秀一 関俊彦 浅野真澄              | 20歳    | 185cm       | 84kg  | ギリシア 修行地：ミロス島           | スカーレットニードル スカーレットニードル・アンタレス リストリクション                                                 |
| 9      | 人馬宮 | 射手座 | サジタリアス | アイオロス     | 画像 | 屋良有作 森川智之                     | 14歳没  | 187cm       | 85kg  | ギリシア 修行地：聖域               | アトミックサンダーボルト                                                                                               |
| 10     | 磨羯宮 | 山羊座 | カプリコーン | シュラ         | 画像 | 戸谷公次 草尾毅 川田紳司              | 23歳    | 186cm       | 83kg  | スペイン 修行地：ピレネー山脈       | 聖剣（エクスカリバー） ジャンピングストーン                                                                            |
| 11     | 宝瓶宮 | 水瓶座 | アクエリアス | カミュ         | 画像 | 納谷六朗 神奈延年 浪川大輔            | 20歳    | 184cm       | 76kg  | フランス 修行地：東シベリア         | ダイヤモンドダスト フリージングコフィン オーロラエクスキューション                                                     |
| 12     | 双魚宮 | 魚座   | ピスケス     | アフロディーテ | 画像 | 難波圭一 桐本琢也                     | 22歳    | 183cm       | 72kg  | スウェーデン 修行地：グリーンランド | ロイヤルデモンローズ ピラニアンローズ ブラッディローズ                                                                 |
| -      | -      | 牡羊座 | （前教皇）   | シオン         | 画像 | 田中秀幸 飛田展男                     | 248歳没 | 185cm       | 77kg  | チベット 修行地：ジャミール         | クリスタルウォール スターダストレボリューション スターライトエクスティンクション/積尸気転霊波(LC)/クリスタルローブ(LC) |
| -      | -      | 双子座 | （ジェミニ） | カノン         | 画像 | 曽我部和恭 置鮎龍太郎                 | 28歳    | 188cm       | 87kg  | ギリシア 修行地：無し               | ゴールデントライアングル ギャラクシアンエクスプロージョン アナザーディメンション 幻朧拳 / 幻朧魔皇拳                   |

## 牡羊座のムウ
- 牡羊座（アリエス）のムウ
- 年齢：20歳。身長：182cm。体重：75kg。誕生日：3月27日。血液型：A型。出身地：チベット。修行地：ジャミール[注 4]。
- 技：クリスタルウォール、スターライトエクスティンクション、スターダストレボリューション、クリスタルネット
- 声：塩沢兼人（TV版）、山崎たくみ（OVA『聖闘士星矢 冥王ハーデス編』以降の関連作品）、福山潤（中国版『聖闘士星矢 ライジングコスモ』）、宮本充（LEGEND of SANCTUARY）

白羊宮を守護する。現代においてただ1人の聖衣の修復家といわれ、弟子には貴鬼（キキ）がいる。引眉が特徴。物静かな性格で目下の者にも敬語で話す。作中で黄金聖闘士であることが判明する以前は「ジャミールのムウ」などと呼ばれていた。
サイコキネシス、テレポーテーションなどの超能力を最も得意とする。その力は全聖闘士の中でも 別格 と謳われており、デスマスクが憎まれ口と共に対決を避け、シャカが一目置き、時に助力すら求めるほど。常に優雅で気品ある物腰で、思慮深い面からアイオリアやミロなど激情家タイプの聖闘士とは意見が衝突する場面もあったが、一方で強い信念の持ち主で、一度戦いに臨めば容赦ない一撃を敵に浴びせる。
師匠は教皇シオンであり、教皇の異変をいち早く察していた。そのため物語の13年前から聖域と距離をおいて、インドと中国の国境付近の秘境ジャミールに隠遁し、外部の人々との交流を一切絶って聖衣の修復に携わっていた。その間は聖闘士としての務めを休止していたため、彼が黄金聖闘士だと知る者はごく限られており、真の力を見た者はほとんどいなかった。
聖域の異変を知りながらも、これがアテナにとっての試練であり、この程度でアテナが倒れるようなら後の聖戦を勝ち抜くことは到底できないと童虎に諭されたことで、敢えて傍観の立場に徹していた。しかし、星矢たちに対しては、破損した聖衣の修復、童虎・紫龍への救援を始めとして協力し続けていた。黄金聖闘士の参謀的存在で、星矢たちにとっては信頼できる味方の1人といえ、時には優しく、そして厳しく接する。
ポセイドン編では来るべき聖戦を警戒する童虎の意を受けて、沙織や星矢たちの救援に海底神殿に向かおうとするアイオリアたちを聖域に留めていた。
冥王ハーデス編では海皇ポセイドンとの死闘により戦闘参加が困難な星矢たちに代わり、聖域側の主軸を務める。十二宮での戦いでは戦う機会が無く戦闘力は未知数であったが、数々の闘技を駆使してミューを始めとする数多の冥闘士を葬った。かつての同胞であるサガ、カミュ、シュラの真意を問いただすため壮絶な追撃戦を繰り広げ、処女宮でシャカの小宇宙が消失した後、サガからシャカの数珠を受け取る。冥闘士を装う3人の意図を察していたが、彼らがアテナエクスクラメーションを放とうとしたためアイオリア、ミロと協力して対抗した。互いの力は均衡するも紫龍の助勢によって倒した後、アテナの意志に従って廃人同然の彼らに肩を貸し神殿に連れて行った。その後コキュートスではアイオリア、ミロと共に4人の冥闘士を討伐した。嘆きの壁でシャカと再会し数珠を返した後、他の黄金聖闘士と小宇宙を合わせ嘆きの壁を破壊し散っていった。
『EPISODE ZERO』では、サガが数日前から行方不明になっていた際に再度の修行に出るため聖域から離れている。
『ORIGIN』では、そのテレキネシスがまだ未熟でシオンに叱咤されていた。サガの失踪やアイオロスのアテナ拉致といった事案が発生した後、五老峰を訪ね童虎と今後について協議している。
映画『Legend of Sanctuary』では、35歳。白羊宮を守護する。眼鏡を掛けている。考え深く冷静な判断を下す現実主義者で戦闘は好まず物静かな性格。アイオリアから城戸邸で沙織の光り輝く小宇宙のことを聞いていたため白羊宮で自らが沙織を直接見た際、真のアテナと確信、彼らを先へ通す。金牛宮から矢の影響から疲弊して行く沙織を抱えるアルデバランと共に十二宮を駆け上る。人馬宮でミロやシュラに真実を伝え、本当の敵である教皇が本性を露わにし巨大石像を作動させた際は自らを含めた黄金聖闘士6人で破壊する。

## 牡羊座のシオン
- 牡羊座のシオン（前教皇）
- 年齢：248歳没（存命であれば261歳）。身長：185cm。体重：77kg。誕生日：3月30日。血液型：A型。出身地：チベット。修行地：不明。
- 技：クリスタルウォール、スターダストレボリューション
- 声：田中秀幸（TV版・教皇役[注 5]）、飛田展男（OVA『冥王ハーデス編』、映画『天界編』、セインティア翔） 、関俊彦（『聖闘士星矢 ライジングコスモ』）、三木眞一郎（OVA『THE LOST CANVAS 冥王神話』）

前教皇であり前牡羊座の聖闘士。ムウの師匠であり、聖衣の修復技術と聖闘士の技を伝授している。ムウや貴鬼と同じく引眉が特徴。
前聖戦から童虎と共に生き残った末、来るべき聖戦に備えて聖域を統括するよう、先代アテナから新教皇として指名される。物語から13年前のアテナ降臨時、老齢となった自身に代わる新教皇としてアイオロスに教皇の座を任せる。しかし、自身こそが教皇に相応しいと確信していたサガに悪魔の人格が発現し、彼の反乱を呼び起こす切っ掛けとなった。サガから次期教皇に指名しなかった理由を問われ、サガの身内に巣くう邪悪を見破っていたことが原因で殺される。
アニメでは設定が異なり現代まで存命であったが、グラード財団が開催した銀河戦争と時を同じくしてサガに暗殺され、弟アーレスの名を騙ったサガに教皇の座を奪われた。
アテナの聖衣の秘密を知っていたのは教皇であった彼だけで、ハーデスに冥闘士になるよう誘いかけられた際、アテナにその所在を教えるため、他の亡き黄金聖闘士たちと共に敢えて逆賊を装い、絶頂期である18歳の肉体を得て現世に舞い戻る。アテナが自らハーデスの許へ向かったのを知ると、星矢たちにアテナの聖衣と打倒ハーデスの任務を託して後を追わせ、灰となって消滅した。
『ORIGIN』では、冒頭に赤子のサガ・カノンを双児宮で保護している。まだ未熟なムウに叱咤をした後、もし自分に何かあった場合は童虎に相談せよと伝えた。ムウがジャミールに旅立った少し後にシオンへの念波が届かなくなった。
OVAでは星矢たちがハーデス城へ向かった後に童虎に再会し、星矢たちを再び闘いに巻き込んでしまったこと、童虎と旧友として語り合う機会の無かったことを後悔しつつ消滅した。
天界編では神々に抗った罰として、他の黄金聖闘士と共に石像の中に封印されてしまうが、天闘士テセウスに苦戦する瞬と一輝に力を与えて勝利に導き、彼らにアテナを託した。
『聖闘士星矢 NEXT DIMENSION 冥王神話』においては、童虎と共に青銅聖闘士から黄金聖闘士に昇格した様子が描かれた。

## 牡牛座のアルデバラン
- 牡牛座（タウラス）のアルデバラン
- 年齢：20歳。身長：210cm。体重：130kg。誕生日：5月8日。血液型：B型。出身地：ブラジル。修行地：ブラジル。
- 技：グレートホーン
- 声：玄田哲章、楠大典（中国版『聖闘士星矢 ライジングコスモ』）、小山力也（LEGEND of SANCTUARY）

金牛宮を守護する。聖闘士の中でも並ぶ者のない剛を誇り、「黄金の野牛」の異名を持つ。野武士のような顔つきと頑健な体格のパワーファイターで、あらゆる物を粉砕する拳、並みの攻撃をわけなく跳ね返す強靭な肉体、加えて光速拳など黄金聖闘士としての俊敏さも併せ持っている。正々堂々とした性格で、理屈や面子に惑わされず、自らの体験を信じて行動することを良しとする。サガが13年前から不在と聞かされていたにもかかわらず、双児宮から感じる小宇宙によって彼の存在をある程度感じ取っていた。
十二宮戦以前から教皇に対して不審な噂が立っていることを知っていたが、教皇の正義を信じて忠誠を誓っていた。聖域に乗り込んできた星矢たちを、聖域に弓引く者として金牛宮で迎え撃つ。後のムウの発言にもある通り、彼が本気を出せば金牛宮が血の海と化していたとされるほどの実力差があるものの、闘いを通じて迷いが生じ、セブンセンシズに目覚めつつあった星矢に聖衣の角を折られると、事前の約束通りに負けを認め、彼らに金牛宮を通すことを許した。この際に折られた左の角は、ムウが修復を提案したが、結局修復されることは無かった。サガが倒れて聖域の邪悪が浄化された後、アテナに忠誠を誓う。アニメではこの後、瞬のアンドロメダ星座の聖衣の修復のために血を提供している。
ポセイドン編で、城戸沙織と十二宮の戦いの影響で昏睡状態に陥っていた青銅聖闘士をグラード財団の療養所で護衛していた際、七将軍のソレントに遭遇、応戦するもソレントの笛の音色で力を100分の1に抑えられ敗北。100分の1で放ったグレートホーンではソレントを吹き飛ばし壁に叩きつけるに留まったものの、ソレントは「さすがはグレートホーン、全力であれば致命傷を受けていた」と語っている。自らの鼓膜を潰して笛の音を遮断しようとしたが、脳内に直接響いてくる魔笛を防ぐことはできなかった。
テレビアニメ版ではソレントではなくオリジナルのアスガルド編で聖域に乗り込んできた神闘士のシドに応戦するが敗北。ただしこちらも実際にはシドの攻撃を回避したものの、直後にバドから闇討ちを受けていたことが明かされており、バドは加勢無しではシドもただでは済まされなかったと語っている。
ハーデス編で進軍してきたハーデス軍のニオベのディープフレグランスによって倒され、ムウが金牛宮にたどり着いた時には立ったままの状態で事切れており、ニオベによって聖衣ごとバラバラにされてしまうが、絶命する直前にグレートホーンを放ちニオベ本人がしばらく（ムウとの戦いが終わる迄）自覚できないほどの鋭さで両腕両脚五体全身をバラバラに切断していた。原作では戦う場面が描かれなかったが、OVAでは原作でのこの扱いが悪かったとの理由で、アルデバランが過去にある少女から受け取った花を金牛宮で愛でつつ微笑を浮かべていたところ、花が萎れる様子を見てニオベの接近に気付き対峙しようとするも時すでに遅く、ディープフレグランスによって意識を失う直前にグレートホーンを放つ場面が描かれた。また、「嘆きの壁」前では他の黄金聖闘士と共に、壁の破壊のため一時的に復活し、星矢と言葉を交わして旧交を温めている。
『EPISODE ZERO』では、ムウ同様修行のため聖域を離れている。
映画『Legend of Sanctuary』では、40歳。金牛宮を守護する。大食漢で無骨な男。沙織を奉じ十二宮へ到来した星矢たちの前に立ち塞がる。友であるムウから進言を受けていたが自分の認めた者以外は宮の通過を許さないと、星矢たちの力量を計りながらセブンセンシズの存在を教える。彼らを認め宮を通過させた後は、矢の傷によって小宇宙の流出の著しい沙織を抱えながらムウと共に十二宮を駆け上がる。人馬宮でミロやシュラが真実を知った後、本性を露わにした教皇の作動させた巨大石像を自らを含めた黄金聖闘士6人で破壊する。事あるごとに星矢から「おっさん」と呼ばれていたが本人曰く「おっさん」ではない模様。
髪型は原作の十二宮編では長い後ろ髪の見える場面があったが、完全な素顔が描かれたのはポセイドン編においてヘッドギアをセイレーンのソレントに持ち去られた時のみである。アニメのアスガルド編でヘッドギアを脱いだ場面では黒色の短髪で描かれたが、OVAでは黒色の長髪に統一された。

## 双子座のサガ
- 双子座（ジェミニ）のサガ
- 年齢：28歳。身長：188cm。体重：87kg。誕生日：5月30日。血液型：AB型。出身地：ギリシア。修行地：ギリシア・聖域。
- 技：ギャラクシアンエクスプロージョン、アナザーディメンション、幻朧魔皇拳（げんろうまおうけん）
- 声：曽我部和恭（TV版、カセットコミック版[注 9]）、野島昭生（TV版・黄金十二宮編 / 善）、関俊彦（カセットコミック版・黄金十二宮編 / 善）、置鮎龍太郎（OVA『聖闘士星矢 冥王ハーデス編』以降の関連作品）、立花慎之介（中国版『聖闘士星矢 ライジングコスモ』）、山寺宏一（LEGEND of SANCTUARY）

双児宮を守護する。カノンの双子の兄。黄金聖闘士の中でも随一の実力の持ち主。その拳は銀河の星々をも砕くといわれ、聖衣を纏わずしてアイオリアでさえ見切れない拳を放ち、乙女座のシャカをして最大奥義とする五感剥奪を光速拳のみで行い、相手を意のままに操る精神攻撃も得意とするなど、その絶技はあらゆるシリーズにおいて「最強の黄金聖闘士」と称されている。
「神の化身」と称されるほど優しく清らかな心の持ち主といわれ、アイオロスを除けばサガこそが新教皇に相応しい人物と誰からも認められていた。前教皇シオンが仁・智・勇に優れたアイオロスに教皇の座を任せたことを契機に、心の奥底に眠っていた悪の人格が発現。神のような人格と悪魔のような人格の二重人格に苦しむことになる。アイオロスこそ教皇に相応しい聖闘士として協力を惜しまず一命をかけて尽くすことを誓うが、シオンに悪の人格が潜んでいることを看破されたことで半ば逆上してシオンを暗殺し、自ら教皇に成り済ます。さらに地上を支配するため、まだ赤子のアテナを殺害すべく黄金の短剣を振り下ろすがアイオロスによって阻まれ、アテナを救出して教皇の間から逃走した彼にアテナ暗殺の濡れ衣を着せ、シュラに討伐を実行させた。以後の聖域では、サガ本人は聖域から姿を消したものと思われていた。
アニメでは悪の人格が発現した直接の原因はカノンによる悪の誘惑とされる。アテナ降臨後にシオンの弟アーレスを殺害して自らアーレスに成りすまし、銀河戦争と時を同じくしてシオンをも殺害し、教皇の座に就いて聖域の全権を掌握するに至る。『アニメ・スペシャル2』掲載の小説「サガ！野望の序曲」では、サガはポセイドン軍の動向を探るために聖域を離れたという名目とされた。アニメでは善の人格の時の髪の色は青、悪の人格の時は灰色で描かれる。また、アニメ版では瞳の眼球の色が悪の人格の時のみ赤く染まる。
アテナ不在となった聖域では彼が教皇として実質的な支配者となり、居るはずのないアテナが聖域最奥のアテナ神殿にいるかのように振舞っていた。善の人格の際の教皇としての挙動は正に神のようで、聖域のみならず近隣の住民からの尊敬も集めていた。しかし一方では教皇の仮面に隠された素顔を見た者は悪のサガに殺され、その噂が立つにつれて聖域でも徐々に教皇に対する不審が募っていた。
城戸沙織（アテナ）が銀河戦争を起こした際、私闘を繰り広げた星矢たちの制裁に動いた。最初は氷河を送り込むが、氷河が星矢たちに同調して使命を放棄した上、一輝率いる暗黒聖闘士との私闘まで行われたため、もはや黙認しておけぬと次に白銀聖闘士を向かわせる。彼らには星矢たちの抹殺および銀河戦争の会場グラードコロッセオの破壊のみをさせるつもりだったが、偽物に見せかけた射手座の黄金聖衣が実は本物だったことと、城戸沙織がアテナであることに途中で気づき、射手座の黄金聖衣および城戸沙織を連れ去るよう命じる。白銀聖闘士がことごとく倒されると、遂に黄金聖闘士のアイオリアまで日本に向かわせる。しかしアイオリアは城戸沙織が真の女神であり、教皇が女神殺害を図った邪悪の化身であるという真実を知り、星矢たちの抹殺をせず聖域に戻ってくることになった。アイオリアに女神神殿には女神などおらず、女神は13年前に教皇が殺害をしようとしたところをアイオロスに救われ日本にのがれていると指摘されると、髪の色が変わって邪悪の本性をあらわしアイオリアの殺害を図ろうとする。さらにシャカと対峙させている隙を狙って幻朧魔皇拳を繰り出し、アイオリアを悪鬼に変貌させ、十二宮編でもその洗脳を利用した。また、童虎抹殺のためデスマスクを五老峰に向かわせた。
十二宮編では星矢たちが双児宮に到着しても、教皇に扮し玉座に座したまま教皇の間を動くことはなく、その場から遥か先にある無人の双児宮へ、メディテーションにより小宇宙を送り込み、星矢たちを幻覚や空洞の双子座の聖衣で翻弄したが、失明しており視覚に囚われなかった紫龍と、瞬は星雲鎖が反応しなかったことで、実体がないことを見破ることに成功し双児宮突破の契機となる。この時点で既に、紫龍からは遥かな空間を超えた小宇宙攻撃の使い手として恐れられており、瞬もこの小宇宙の使い手こそを聖域の闘いの鍵を握る者と直感していた。
十二宮を突破された後は、教皇の間に辿り着いた星矢の前では、一度善の人格で星矢を労い自らの悪事を悔い、星矢に女神を救う本当の方法(アテナの像の盾をかざす)を伝授するが、ほどなく悪の人格を発現させ、自ら双子座の黄金聖闘士であることを暴露し、双児座の聖衣を装着し初めて正体を明かす。また、シャカとムウにより異次元から生還し合流した一輝とも激闘を繰り広げつつ、前教皇シオンを殺害したことも自ら聖域全体に響くほどの心の声で暴露した。圧倒的な力で一輝を倒すも、奇跡により究極まで小宇宙を高めさらに仲間たちの小宇宙を受けて再起した星矢の渾身のペガサス彗星拳を受けて敗北。最後には星矢がかざしたアテナの楯の閃光で悪の心が浄化され、善の人格に戻り生還したアテナの前で自分の心臓を貫き、自害した。
テレビアニメ版では、アテナ神殿にたどり着いた瀕死の星矢がアテナの盾をかざすことを阻止するために渾身の光速拳を放ち星矢が倒れ、火時計の最後の火が消えタイムリミットを迎えたため、自身が勝利したものと確信した。しかし実際には、星矢のかざしたアテナの盾の閃光は、十二宮入り口で横たわるアテナに刺さる黄金の矢を捉えており、タイムリミットの瞬間に黄金の矢は跡形もなく消え去り、アテナは生還していた。そして、勝ち誇っていたサガは、死んだと思っていた紫龍たちや生き残った黄金聖闘士と共にアテナ神殿に辿り着き生還したアテナの姿に驚愕し、悪の心のまま襲い掛かる。しかしサガの善の心が目覚めかけているのを感じ取った双子座の聖衣が、サガを見守るために自らの意思で離れたことをアテナから告げられ迷いを生じるが、なおもアテナを殺そうと最後の一撃を放つ。しかし寸前に善の心が打ち勝ち、アテナの手にしていた黄金の杖を自身に突き立てて自害し、邪悪なる存在は消滅した。アニメでは最後にジェミニの聖衣のヘッド部分の悪の表情が善の表情に変化し、サガの悪が浄化されたことを表現している。
北欧アスガルド編では、ヒルダのニーベルンゲン・リングの魔力のため、崖に落ち、絶望しかけた星矢の前に残留思念となって現われ、希望を捨てず、アテナを救うのだ、と叱咤激励を行った。
ハーデス編ではシオンらと共に復活し、教皇に仕える黄金聖闘士という本来の立場に戻った姿が描かれた。戦場に出て戦っているため、宮の異変に驚愕するなど感情を露にする描写も増える。冥闘士のキューブを小宇宙を絶った状態で倒す、ギガントの動きを小宇宙だけで封じる、カノンが教皇の間から双子宮に作り出した幻影を遠隔攻撃で放ち打ち消す、自分たちを精神攻撃によって篭絡するシャカへ衝撃波を放ち処女宮を大破させるなど、その行動の端々に実力の強大さが表れている。
『EPISODE ZERO』では、悪の人格に苦悩するなか、アイオロスから自分を教皇に推すことを伝えられるとアイオロスの方が相応しいと否定している。アテナ暗殺の凶行をアイオロスに止められ彼がアテナを抱え逃亡した後、アイオロスだけには自身の悪の心を見られたくなかったと涙を流した。アイオロスが双児宮を通過しようとした際は、双子座の迷宮に迷いこませ異次元へ送ろうとするも善の人格により寸前で止められた。その後、心中でアテナに自身の命で詫びる決意をする。
『ORIGIN』では告知星の流星が落ちた双児宮にカノンと共に赤子の姿で現れた。ケールの放ったレムールに憑依される。教皇を殺害した直後、罪悪感から自害しようとするもケールによりアテナ殺害の役目を理由に防がれた。
『DESTINY』ではコキュートスでケールからアテナの首を取って来るのと引き換えにハーデスに頼み永遠の命を与えようと持ち掛けられる。デスマスクとアフロディーテが承諾する以前に他の3人が既に了承していることを知ると自らも了承する。コキュートスから出され冥衣を纏った後、聖域に向かう。
映画『真紅の少年伝説』では、アベルの力によって蘇る。アトラスに敗れた上にアテナに見捨てられて放心状態だった星矢に対し、第七感・セブンセンシズを目覚めさせるために自らを犠牲にしながら活を入れる。その後、ジャオウを道連れにギャラクシアンエクスプロージョンを繰り出し、ジャオウを倒して自らも絶命する。この時は善の人格で、教皇であった当時とさほど変わらぬ超然とした態度も見せた。
映画『Legend of Sanctuary』では、41歳。双児宮を守護する。清廉な心を持つ有徳の人物であるが、同時に自尊心の強い野心家という二面性も持つ。アイオロスとの次期教皇の指名争いに敗れた嫉妬心から16年前、アイオロスを反逆者としてシュラと共に追撃した。アイオロスに組み付き、自分もろともシュラに聖剣を撃たせ墜落、死亡したとされたが、偽アテナを擁し教皇として君臨していた。しかし最後はアイオロスの意志を受けた星矢らに討ち果たされた。
名の由来は「性（さが）」。
双子座（ジェミニ）空洞体（謎の男）
声：森功至（TV版）、置鮎龍太郎（ゲーム版）
十二宮編の双児宮で星矢たちを待ち受けていた、マスクで素顔を隠した謎の男。正体はサガが操る中身が空洞の双子座の聖衣。瞬の起死回生の攻撃（サンダーウェーブ）で中身が空洞だと暴かれたため、教皇の間で教皇（サガ）が双子座の聖衣を纏うまで、双子座の聖闘士は最初から存在しなかったと思われていた。
聖衣のみで動いているため、聖衣以外の箇所（主に口元などの露出した肉体）への直接攻撃は物理的に不可能で、星雲鎖での攻撃すら無効だった。
ハーデス編では、双児宮を突破せんとするサガたちの足止めとして、改心したカノンが同様に双児宮へ送り込んだ。
ゲームでは「双子座・???」と表記される。

## 双子座のカノン
- 双子座（ジェミニ）のカノン
- 年齢：28歳。身長：188cm。体重：87kg。誕生日：5月30日。血液型：AB型。出身地：ギリシア。修行地：無し。
- 技：ゴールデントライアングル、ギャラクシアンエクスプロージョン[注 16]、アナザーディメンション[注 3]、幻朧拳（げんろうけん）、幻朧魔皇拳（げんろうまおうけん）
- 声：曽我部和恭（TV版）、置鮎龍太郎（OVA『聖闘士星矢 冥王ハーデス編』以降の関連作品）、羽多野渉（中国版『聖闘士星矢 ライジングコスモ』）

海闘士シードラゴン。サガの双子の弟。13年前は2人が双子だとは誰にも知られておらず、サガに万一のことがあった際にはカノンが双子座の聖闘士として闘うはずだった。容姿はサガと瓜二つだが、アニメでは髪の色は善の時と同じ青であるが、より緑がかっている。悪の人格しか存在しないため髪の色は青一色のみ。
善悪の心に苦しんでいた兄と違い、悪の心しか持たないと自称し、悪事ばかりを好んでいた。遂には自らの力の過信から覇権への欲にとらわれ、地上を我が物とするためにアテナと教皇の暗殺をサガに唆したことで彼の怒りを買い、スニオン岬の岩牢に幽閉される。そこで偶然アテナの壷に封印されていたポセイドンを目覚めさせ、海龍（シードラゴン）と偽って、ポセイドンの代行者および海将軍の筆頭として海闘士たちの指揮を執り、地上と海の支配を企てる。しかしアテナの愛に触れて改心し、その慈悲により数々の罪を許されたことから、冥界編にてサガ亡き後の双子座の聖闘士として戦う。同編にて冥闘士となり、サンクチュアリを襲撃していた兄・サガは双児宮でカノンの繰り出す幻影と交戦。撃破したのち、悪事ばかりを働いていたカノンが自分に替わって双児宮を守ろうとしたことに対し「まさか夢にも思わなかった」と感涙している。
海皇ポセイドン編前半においてはその威圧感・存在感、後半においてはアナザーディメンションと同等の効果を持つゴールデントライアングル・ギャラクシアンエクスプロージョンを両方繰り出して実力の一端を示し、以前にサガとの闘いを経験している一輝が「実力はまさにサガの生き写し」と認めていた。後の冥王ハーデス編では、教皇の間で対峙したミロも、良くて互角、下手をすれば自分が敗北と危惧したほど。その悪の人格に対して一輝もソレントも失望し、殺すにも戦うにも値しないと戦闘を放棄されてしまい、ポセイドンが女神の壺に再封印され敗北した後は一時消息不明となる。
ハーデス軍との聖戦では双子座の聖衣を纏って冥界へ乗り込み、アテナ救出のために冥界へと向かった星矢たちを援護し、時には叱咤するなど先輩としての役割も果たすようになる。
実力は主として、ミーノス配下の副官であり、冥闘士屈指の実力を誇るルネを指1本で粉々にする、ラダマンティス配下を数人まとめて粉砕する、さらには冥界三巨頭の一人であるラダマンティスさえも中枢神経への刺激によって一瞬で行動不能にして追い詰めたほか、自身を透明化して敵に不意打ちを与えるといった驚異的な戦技にとどまらず、ハーデス城に張られた結界を察知し、本来の力が出せない状態にあることに気付き戦闘を避けて機を窺う判断力を持つなど、ハーデス編において圧倒的な戦闘能力をもって活躍を見せる。最期は冥界の最深部にて嘆きの壁を破壊せんとする兄サガに聖衣を返却、生身のままラダマンティスのグレイテストコーションを受けながらも瀕死の状態で羽交い絞めにし、そのままギャラクシアンエクスプロージョンを放ちラダマンティスを道連れに自爆した。アニメでその際に笑顔でアテナと兄の名を呼んで散るという追加がされた。
『ORIGIN』では告知星の流星が落ちた双児宮にサガと共に赤子として現れた。スニオン岬の水牢に幽閉されていた際、ケールからアテナ殺害の見返りに牢からの脱出を提案されたが拒否している。サガの自決の瞬間に心臓に激痛が走り兄の自害を知った。ポセイドンの鉾を手にした後、ケールと遭遇し、鉾でかすり傷を負わせるも気を失った。ケールからは自分が悪だと思い込んでいると評されている。
『DESTINY』ではシードラゴンとして海闘士に檄を飛ばした後、聖闘士候補生であったアイザック（後にクラーケンの海将軍）に正体を明かした。海底神殿の崩壊後、海岸に打ち上げられ責任を取り自決せんとするも寸前でアテナに不吉な小宇宙が迫っているのを感じると、恩義あるアテナのために聖闘士として戦うことを決意する。
名の由来は、地中海のカノン島。この島は作中でも聖闘士が戦傷を癒す場所として登場している。

## 蟹座のデスマスク
- 蟹座（キャンサー）のデスマスク
- 年齢：23歳。身長：184cm。体重：82kg。誕生日：6月24日。血液型：A型。出身地：イタリア。修行地：イタリア・シチリア島。
- 技：積尸気冥界波（せきしきめいかいは） 積尸気冥窮波（せきしきめいきゅうは）
- 声：田中亮一、谷山紀章（中国版『聖闘士星矢 ライジングコスモ』）、平田広明（LEGEND of SANCTUARY）

巨蟹宮を守護する。善悪生死を超越した地獄の番人で、善悪の区別は時代と共に変化するという信念を持つ。教皇の悪事を知りつつも仕えており、その行いもいずれは正義と見なされると考えていた。「デスマスク」という名は、彼に殺された者は死後も浮かばれず、巨蟹宮の内壁に無数の死に顔（= デスマスク）となって浮かび上がることが由来であり、そのため本名は不明。
相手の魂に直接攻撃を加えて冥界へ落とし込む闘技の使い手であり、自身も生きながらにして現世と冥界の入口を行き来する、攻撃的テレポーティション（アニメでは攻撃的念動波）でギリシアの聖域にいながら中国の春麗に攻撃を加えるなど、特異な能力の持ち主。十二宮戦の前に五老峰で紫龍と闘った際にも童虎さえ動揺するほどの小宇宙を発し、指1本で蹴りを受け止めそのまま回転させる、空中を歩き忽然と滝の中に姿を消して戦場から去るなどといった多数の異能と黄金聖闘士の強大さを見せつけた。十二宮戦では紫龍を冥界の淵まで追い詰めるが、その聖闘士とは正反対とも言える残虐性に対して、自身が纏う蟹座の聖衣に見放されてセブンセンシズに目覚めた紫龍の攻撃を受け敗北する。アニメ版では聖衣に見放されてなお小宇宙の燃焼は衰えず、肉体が変容するほどの積尸気冥界波を放ち、光速拳を放って紫龍に反撃するなど死の直前まで強大さは衰えもしなかった。死後は彼に殺された者たちも成仏し、巨蟹宮の無数の死に顔も消滅する。
ハーデス編ではシオンたちと共に冥界から甦ってムウに挑むが、勝負に割って入った星矢に徹底的に痛めつけられた上、その後終始ムウに圧倒された挙句スターライトエクスティンクションによって倒され、ラダマンティスによって再びの死に怯えつつ、冥界に叩き落される。しかし直前にはシオンへの忠誠心があったことを示し、冥王ハーデスたちとの戦いでは黄金聖闘士として、星矢たちに力を貸す。なお、この一連のシーンでは「P! P!」「マンモス哀れな奴」など、のりピー語で話す場面があったが、文庫版などでは「宇宙的に哀れな奴」とセリフが改訂・修正されている。
OVA『聖闘士星矢 冥王ハーデス十二宮編』では、ムウに倒された後ハーデス軍の雑兵と戦い簡単に倒しさらにラダマンティスにも戦いを挑む、アテナの聖闘士としての自覚に目覚めながらも、逆賊の汚名を被ることに同意する描写も見られた。
『EPISODE ZERO』では、アフロディーテにサガの失踪には興味は無く自分の得となる側に与することを述べている。アフロディーテとは仲が良いようで「アフロ」と呼んでいる。アテナを抱えたアイオロスが自宮に来た際、2人を見逃す見返りをアイオロスに求めるが、交渉はすぐに決裂し冥界波を放つも、アテナの力により自身だけ黄泉比良坂に送られた。その後、シュラ・アフロディーテと共に、聖域と一般社会の境界線である吊り橋を渡るアイオロスに追撃を掛けた。先代のデストールのようにオネエ口調で話す描写もあった。また、アイオロスが巨蟹宮に着いた時は空中に浮遊しており、バレエのようなポーズを取りながらアイオロスと会話している。
映画『聖闘士星矢 真紅の少年伝説』でアベルの力によって蘇る。「聖衣にさえ見捨てられなければ…」と言って紫龍と戦うが、かつて十二宮の戦いを生き延びてさらに成長した紫龍にはかなわず、アベルの力で守られていた聖衣も破壊されて倒された。
小説『ギガントマキア』では盟という弟子がおり、直接の描写はないが彼から慕われていたことから少なくとも盟にとっては良き師匠だった模様。
映画『Legend of Sanctuary』では、35歳。巨蟹宮を守護する。右目のみの隻眼である。言動こそ陽気であるが、実際は残忍な性格かつサディストで黄金聖闘士の内でも殺戮を至上の喜びとする異端の男。黄金聖闘士も青銅聖闘士も差別はしないと謳うが、その実、自分以外の聖闘士の価値を「鉄くず以下」と考えている。巨蟹宮で星矢たちの前に現れた際、ミュージカルのように自ら歌い、宮の壁や床など一面にある死者の顔にコーラスをさせるという独特な演出で登場する。星矢と瞬を先へ行かせた氷河と紫龍と対峙、積尸気で冥界の入口へと送り紫龍を痛めつける。しかし、沙織を「ほら吹き娘」と侮辱したため紫龍の怒りを買う。その直後、黄金聖衣に見放され形勢は逆転。最期は、聖闘士としての矜持をも捨て、なりふり構わない卑怯な手段に出たことで、更なる怒りを買い渾身の昇龍覇を撃ち込まれ死亡する。デスマスク自身の背中・胸部には漢字で「蟹」と彫ったタトゥーがある。
OVA『soul of gold』では、仕事もせずに昼間から酒に酔い、ギャンブル（ポーカー）で借金まで抱えるような自堕落なダメ男で登場するが、その裏では病に侵されながらも亡き母に替わりまだ幼い兄妹たちのために日々懸命に働く少女ヘレナに想いを寄せ、ギャンブルで勝ったときはその金のほとんどを（気付かれないように）ヘレナの家の前に置き、生活の支援をしている。また、神闘士ニーズヘッグのファフナーとの決戦において、「死んでいい命なんか、ありゃしねぇんだよ！」と激高するなど、これまでの凶悪な人格から一転して人間臭い一面を見せている。

## 獅子座のアイオリア
- 獅子座（レオ）のアイオリア
- 年齢：20歳。身長：185cm。体重：85kg。誕生日：8月16日。血液型：O型。出身地：ギリシア。修行地：ギリシア・聖域。
- 技：ライトニングボルト、ライトニングプラズマ
- 声：田中秀幸（TV版他、セインティア翔〈アニメ版〉）[注 24]、頓宮恭子（TV版・少年時代）、進藤尚美（黄金魂・少年時代）、下野紘（EPISODE.G〈ドラマCD版〉）、鈴村健一（中国版『聖闘士星矢 ライジングコスモ』）、井上剛（LEGEND of SANCTUARY）、梅原裕一郎（セインティア翔〈ドラマCD版〉）

獅子宮を守護する。射手座のアイオロスの実弟。冥闘士から「黄金の獅子」と称された実力の持ち主で、聖域では女神への忠誠心あつく聖闘士の中で一、二の屈強を誇り、「猛き獅子の勇者」ともいわれる。正々堂々とした一直線の性格で、策略を好まない。多くの黄金聖闘士は小宇宙による特殊攻撃を行うが、アイオリアの持ち技は拳による光速の打撃のみであり、聖闘士の王道の闘法の使い手とされる。また、幼少時より黄金聖闘士でありながら双子座のサガによってきせられた兄アイオロスの汚名によって「逆賊の弟」として辛酸を舐めており、実績を作り上げることで汚名を雪ごうと努めていたため聖域やアテナへの忠誠心は人一倍厚い。
星矢について修行時代からその実力を認めており、聖衣争奪戦である星矢VSカシオス戦では、よそ者の日本人として蔑まれている星矢を擁護し、教皇（善のサガ）から星矢の聖闘士志願資格を認める発言を引き出すなど、星矢たちにとって最も理解がある黄金聖闘士である。一方星矢も「アイオリアは仁・智・勇を備えたまさしく聖闘士の鑑」と評し、聖域での良き先輩と慕っている。
また来日時には、監視役のシリウスら白銀聖闘士3人に逃げるように命じたり、十二宮戦でも監視役の雑兵たちを威嚇して追い払うなど、無益な殺生や犠牲を好まない性格も数度にわたり描写されている。さらに、星矢の盾になろうと飛び込んできたシャイナに瀕死の重傷を負わせた際には、｢（黄金聖闘士として）シャイナが飛び込んでくるのに気付かなかったのは自分の落ち度だ｣と素直に反省する男らしい潔さや、シャイナを聖域に連れ帰り手当てを依頼しカシオスに世話をさせるなど自分の行動に対する責任感の強さを見せている。
原作では第1話から登場した。銀河戦争編で、星矢が聖闘士になるための最後の試練である対カシオス戦に教皇や魔鈴、シャイナと共に立ち会った（アニメでは登場せず）。この時点では彼が獅子座の聖闘士であることは明らかにされておらず、その素性については一切不明であった。なお「この時点ではゲストキャラの予定」ということを記述する者もいるが、作品中では兄アイオロスが教皇の座を任された13年前からすでに黄金聖闘士であったことが明らかになった。
白銀聖闘士編では、銀河戦争で私闘を繰り広げた星矢たちを粛清するため教皇の勅命により日本に赴いた。しかし星矢や城戸沙織との対決を通じて、沙織が地上の平和と正義を守る真のアテナであり、銀河戦争の目的が真の聖闘士を見つけ闇に潜む邪悪を引きずり出すためであることを理解した。そして教皇が邪悪の化身でありアテナの命を奪おうとしたこと、逆賊とされてきた兄アイオロスがアテナ救命に殉じた真の聖闘士であったことが明らかにされた。星矢の熱い思いやアテナの命がけの覚悟、最後にはアイオロスの霊魂に諭され、アテナに対して忠誠と一命にかえて贖罪することを誓った。聖域に帰るその後姿に向かって、アテナは「死んではいけませんよ」と繰り返し呼びかけた。
聖域に戻り、アテナとの誓約を果たすべく教皇（悪のサガ）を討つために対決した。教皇の髪の色が変わっていくことに驚き先手を取られるが、繰り出されたとどめの一撃を受け止めた。互いの光速拳の威力が空中でぶつかりあい空気の渦を作り出し決着がつかないときに、教皇を善とする乙女座のシャカが現われ教皇の勅命に従うシャカとも対峙することになった。互いに必殺技を繰り出すものの雌雄を決しきれず千日戦争の形になったところで、教皇が間隙をぬって仕掛けた幻朧魔皇拳におかされ洗脳された殺人マシーンと化した。
そのため黄金聖闘士編（十二宮編）では、星矢の前に恐るべき悪鬼として立ち塞がり、右足骨折の重傷を負わせ追いつめることになった。しかし、幻朧魔皇拳が目の前で人が死なない限り解けないことを知るカシオスが獅子宮に赴き、アイオリアの目の前で自らの腹を突き自害したこと（アニメでは星矢の命を救うため星矢の前に仁王立ちとなりライトニングプラズマを受け倒れるが、原作同様に息を引き取る前にシャイナへの想いから星矢を救った心情が吐露されている）、さらに女神の奇跡を起こしアイオリアの位まで小宇宙を高めた星矢の流星拳によって正気を取り戻した。そしてカシオスには自らの黄金聖衣のマントを被せ、星矢を癒し、星矢と駆けつけてきた紫龍、瞬に対して「お前たち（は）本物の聖闘士だな」と励まし、これからの戦いについてアドバイスを与えた。
教皇の正体がサガであることが明らかになった際には、アテナを救いサガを倒すべく向おうとするも、「これは天がアテナに与えた試練」とするムウに諫止され、直観情熱的なところも見受けられる。星矢たちがサガを倒して聖域の邪悪が浄化され、兄の汚名も晴らされることになった。その礼も込めて兄にかわり星矢の天馬星座の聖衣を自らの血で復活させ、童虎はじめ12人の黄金聖闘士の一員として星矢、紫龍、氷河、瞬、一輝を黄金聖闘士の後継者として認めた。
ポセイドン編は、アテナを守る聖闘士として最初に登場した。海皇ポセイドンの化身であるジュリアン・ソロ邸からアテナを誘拐していった海闘士を一撃で成敗してアテナを救出した（アニメでは登場せず）。その後はハーデス戦に備えて聖域に待機するが、白羊宮まで下りてきてポセイドン軍と戦っているアテナや星矢たちを気遣っていた。加勢に行く決意を明らかにした際には、かわりに兄アイオロスの意志が黄金聖衣と共に流星となり人馬宮を飛びたって星矢たちの助けに向った。
ハーデス編では、聖域に侵攻してきたハーデス軍を獅子宮で待ち構えて、冥闘士5人を一撃で討伐した。そして残敵を掃討しようとするも、その中の（ハーデスを欺くため逆賊を装い）冥闘士として蘇ったサガとシュラ、カミュの小宇宙に気を取られてライミに拘束され、ハーデス軍を処女宮まで進軍させることになった。ライミを退治したあと、処女宮を守護するシャカが死の決意をしたことを感じ取り、獅子宮まで来ていた紫龍を連れて処女宮に駆けつけた。シャカの小宇宙がサガとシュラ、カミュのアテナエクスクラメーションにより消えたことを知るとそれぞれに一発ずつ見舞い倒した。3人が立ち上がり再度アテナエクスクラメーションを打つ姿勢を示したためムウ、ミロと共に対峙した。互いの力は均衡していたが紫龍の加勢によって打ち破り、アテナの意志に従い彼らを神殿まで連れて行った。
その後ハーデス城に乗り込んで、結界に苦しみながらもラダマンティスに最後まで抵抗した。生きながらコキュートスに落とされたが、アテナの小宇宙によりムウ、ミロと一緒に回復して4人の冥闘士を討伐した。地獄の最終地ジュデッカでシャカ、童虎と合流して嘆きの壁と対峙した。OVAハーデス編では、冥界最奥で星矢たちの前に立ちはだかる嘆きの壁を破壊するためによみがえった兄アイオロスとの再会を果たした。固く握手を交わし兄からのこれまでの闘いに対する賛美の言葉を涙しつつ受け取り、星矢に別れを告げてから嘆きの壁撃破に赴いた。最後は嘆きの壁を壊し星矢らに血路を開くため、他の黄金聖闘士やその魂と共にアイオロスの黄金の矢に全小宇宙を託して消滅した。
原作で第1話から登場して以来、全編にわたって活躍した。兄アイオロスに諭され黄金聖闘士の中で最初にアテナへの忠誠を誓ってからは、真の聖闘士として本来の使命であるアテナと地上の正義を守るため、アテナを救い、また地上支配を目論んだ首魁をはじめ教皇側やポセイドン軍、ハーデス軍との歴戦によって功績を残した。原作では海皇編で女神を誘拐した海闘士、冥王編は獅子宮に侵攻してきた冥闘士６人、シャカを助けようと駆けつけた処女宮でムウ、ミロ、紫龍と協同してサガ、カミュ、シュラを撃破した。さらにコキュートスでもムウ、ミロと協同して４人の冥闘士を撃破した様子が描かれており、撃破した敵の数は黄金聖闘士１２人の中で最多である。
テレビアニメ版では、手をかざすだけで怪我の治療ができる能力や、魔鈴に好意を持っている"らしい"という設定が追加されている。また、修行中の星矢を励ます様子や、兄アイオロスを真の強さと優しさを持った聖闘士として尊敬し指導を受ける姿、裏切り者の弟として大勢から虐げられ兄の汚名をそそぐため兄を超える黄金聖闘士となることを命をかけて誓ったエピソード、またカシオスの死に自らを責めるシャイナに全ての責任は自分（アイオリア）にあると諌めたり、アーレスの妄想の中でアテナがアイオリアを従えアーレスを討ち取るシーンなどが描かれている。
『EPISODE ZERO』では、アルデバラン同様修行のため聖域を離れている。
映画『Legend of Sanctuary』では、23歳。獅子宮を守護する。激情的だが高潔で真面目な性格をしている。反逆者とされているアイオロスの弟。教皇から勅命を受け射手座の黄金聖衣の奪還と城戸沙織の殺害を実行するため城戸邸に襲来する。星矢たち青銅聖闘士4人の抵抗を物ともせず沙織に迫るが、光り輝く小宇宙を放った沙織を見た後は教皇の行動に疑念を抱き、沙織を手に掛けることはせず「教皇に真意を尋ねる」と言い残し射手座の聖衣だけ持ち帰った。聖域でムウにはこのことを伝えたが教皇へ報告の際、教皇の放つ禍々しい小宇宙をその身に受け人が変わってしまう。星矢たちが獅子宮に到来した時は、前述の教皇の力のせいで、「教皇は正義」と猛襲を掛ける豹変ぶりに混乱する星矢や瞬を強大な力で圧倒する。処女宮より出向いたシャカに治された後は、シャカやムウと共に十二宮を駆け上がり人馬宮でシュラやミロに真実を伝え、本性を露わにした教皇の作動させた巨大石像を自らを含めた黄金聖闘士6人で破壊する。

## 乙女座のシャカ
- 乙女座（バルゴ）のシャカ
- 年齢：20歳。身長：182cm。体重：68kg。誕生日：9月19日。血液型：AB型。出身地：インド。修行地：インド・ガンジス川流域。
- 技：天魔降伏（てんまこうふく）、転法輪印（てんぽうりんいん）、カーン、オーム[注 25]、六道輪廻（りくどうりんね）、天舞宝輪（てんぶほうりん）、天空覇邪魑魅魍魎（てんくうはじゃちみもうりょう）
- 声：三ツ矢雄二、佐藤朱（OVA『冥王ハーデス十二宮編』・同編少年時代）、石田彰（中国版『聖闘士星矢 ライジングコスモ』）、真殿光昭（LEGEND of SANCTUARY）

処女宮を守護する。黄金聖闘士の間でさえ「最も神に近い男」と呼ばれるほどの実力者で、仏陀の転生と言われている。目が不自由でもないのに普段から常に両目を閉じているが、これは五感のうちの一つ視覚を自ら遮ることで第七感に当たる小宇宙を高めるためであり、奥義・天舞宝輪にかかった相手にはその両眼が開くことで感覚剥奪が発動される。常に冷静沈着で、感情を露にすることは少ない。
初登場は原作漫画の「命をかけて!!の巻」（『週刊少年ジャンプ』1987年13号47ページ〜）。教皇とアイオリアの対決の際に、教皇に拳を向けることは女神への謀反に等しい行いだとみなし、アイオリアに天誅を下すために割って入った。
また同号143ページから掲載された外伝読み切りである『SHAKA』で、デスクイーン島に暗黒聖闘士討伐のために赴いた際に一輝と接触し、浅からぬ因縁を生むことになった。なお、アニメではこのエピソードは存在せず、アニメオリジナルストーリーであるシャカの弟子と戦ったカノン島において感じた強大な小宇宙でシャカの存在を知ることになり、シャカと一輝の初対面は十二宮での戦いの処女宮においてである。
その実力はとてつもなく、攻撃、防御、攻防一体から精神攻撃など多種多様な奥義を持つだけにとどまらず、時空を行き来する、神仏と対話するなど通常の概念を超越した能力の持ち主。
白銀聖闘士編では、教皇を倒そうとしたアイオリアと対決し互いに必殺技を繰り出すが、実力伯仲の黄金聖闘士同士雌雄は決しきれず、まさしく千日戦争の形になった。一瞬のスキが命取りになり全身の神経がすべて相手に集中され尽くされていた。その間隙をぬって教皇がアイオリアに幻朧魔皇拳をしかけた。その場にいたシャカがアイオリアが幻朧魔皇拳に侵されたことを気づいているかどうかの描写はされていない。
十二宮編の処女宮で現れた際には星矢たちでは全く歯が立たたず、いとも容易く彼らを圧倒した。直後に現れた一輝との戦闘でも数々の技で圧倒的な実力を発揮、最大の奥義である天舞宝輪で一輝の六感全てを剥奪するも、それによって一輝の小宇宙を最大限に高めてしまい、セブンセンシズに目覚めるきっかけとなる。そしてシャカを羽交い締めにした一輝の自爆で共に異次元へ飛ばされ共に消滅する（実際は肉体ごと異次元へ弾き飛ばされた）。その後、処女宮での一輝との戦いによって生まれて初めて心に迷いが生じたと語り、ムウの力を借りて一輝と共に処女宮に帰還する。サガが倒れて聖域の邪悪が浄化された後、アテナに忠誠を誓う。聖域十二宮戦後には一輝の弟・瞬のアンドロメダ星座の聖衣（アニメでは一輝の鳳凰星座の聖衣）を自らの血で復活させている。
アニメ版では、聖衣の修復にカノン島を訪れていた一輝の抹殺の命を与えて差し向けた弟子を助けるためにカノン島に直接瞑想によって小宇宙を送り込み、一輝の動きを封じるだけでなく、一輝に対するアテナの小宇宙もその強大な小宇宙によって封じた。
自ら「唯一つ神と違うのは弱者への慈悲心が無いこと」と語っており、星矢たちを餓鬼呼ばわりしたり、一輝に自分を神と崇めるよう強要したりした。どんな人間でも一目見れば善悪を判断できるとし、かつてデスクィーン島で一輝を倒した際、復讐心に取り付かれていた一輝に良心が秘められていることを見抜きとどめは刺さなかった。彼が教皇（サガ）に従っていたのも、サガの二重人格の善の部分を感じていたためであった。
冥界編では、冥闘士の生死に呼応した百八珠の数珠を振るいつつ、巨蟹宮に突入したサガたちを自身の存在を悟られぬよう、デスマスクの得意技である積尸気を再現、また幻影や天魔降伏などで足止めを行った。また、聖域に攻め入った冥闘士のうちアイオリアらが討ちもらした生き残り6人を一撃で倒した。さらにサガ、カミュ、シュラの3人の黄金聖闘士を相手にして一歩も退かず、攻防一体の奥義・天舞宝輪を放って彼らを追いつめたほど。ハーデスを討つためにはこちらから冥界へ乗り込まなければならないと判断、サガたちのアテナエクスクラメーションで死亡したと見せかけていち早く冥界へ向かい、アテナをハーデスのいる冥界に導いた。以前より聖闘士の中でセブンセンシズを超えるエイトセンシズ「阿頼耶識」に唯一目覚めていたことから、「最も神に近い男」と呼ばれていたことが童虎より明かされる。
その後はアテナの護衛をしながら共にエリシオンを目指していたが、なかなか辿り着くことができずに彷徨っていたところ、コキュートスに瞬の肉体を得たハーデスの存在を察知し、方針を転換してそちらへ向かう。なお、聖闘士の中では唯一アテナに対してと同様ハーデスにも敬語を使っている。また、「嘆きの壁」前では、星矢が自分の身と引き換えに壁を破壊しようとしたのを当て身で気絶させて止め、代わりに自分の小宇宙を爆発させ壁を破壊しようとしたが、駆けつけた童虎に止められる。その後嘆きの壁に集結した他の黄金聖闘士とともに嘆きの壁破壊に全小宇宙を放出し、破壊とともに消滅する。
原作の後日談に当たる『NEXT DIMENSION 冥王神話』では故人だが、以前に自身の血によって修復したアンドロメダ聖衣を通じて243年前の聖域で処女宮に迷い苦しんでいた瞬と前世のペガサス天馬の前に残留思念として現れ、二人を救い出す。直後、先代の乙女座の黄金聖闘士シジマの残留思念との千日戦争に発展、最大の奥義・天舞宝輪を放つ。シジマの魂に瞬たちを先に進ませるように申し出て、瞬こそ「次の乙女座を継ぐべき者」と打ち明けた。シャカの言葉に納得したシジマとの和解後、先代への行為を詫びつつ再び涅槃に戻った。
アニメ版では少なくとも8人の弟子を育成している姿（弟子たちが瞑想するシーンが登場している）が描かれ、うち2人（孔雀座パーヴォのシヴァと蓮座ロータスのアゴラ）は白銀聖闘士の資格を得ている。
『EPISODE ZERO』では、アイオリア同様修行のため聖域を離れている。
映画『Legend of Sanctuary』では、36歳。処女宮を守護する。仏陀の生まれ変わりとも、最も神に近い男とも称され鋭い洞察力を併せ持つ。獅子宮で星矢と瞬と戦うアイオリアの前へ現れ彼を元の状態に治す。真実を確認した後、人馬宮へ向かい戦闘中のミロやシュラに本来の敵の存在を伝え、教皇が本性を露わにし巨大石像を作動させた際は自らを含めた黄金聖闘士6人で破壊する。
百八珠の数珠
冥王ハーデス編において、シャカの手に握られ登場する。冥闘士の死のたび珠が一つ一つ黒く変色し、百八の珠全てが黒くなることは冥闘士の全滅を意味する。シャカはこの数珠を「神仏が作ったもの」と語っているが、『聖闘士星矢 THE LOST CANVAS 冥王神話』で、243年前の前聖戦において先代の乙女座の聖闘士「アスミタ」が不死である冥闘士に対抗するため、冥界で唯一生きながらえるという大樹「木欒子」の実を繋ぎ、己の命と引き替えに小宇宙を注ぎ込んで完成させたものであったことが判明する。木欒子の実は冥闘士の纏う冥衣とは対を成す物質で構成されているため彼らの魂を封じ、その肉体に死を与えることが可能であり、前聖戦でのアテナ軍の勝利に無くてはならなかったものである。シャカの死後はムウが数珠を受け継いでいたが、冥界の嘆きの壁において黄金聖闘士12人が結集した時にシャカに返還される。嘆きの壁が消滅後に合流した一輝がパンドラの死後に全て色が変わった百八つの数珠を手向けている。

## 天秤座の童虎
- 天秤座（ライブラ）の老師（ロウシ） / 童虎（ドウコ）
- 年齢：261歳。身長：140〜170cm。体重：不明。誕生日：10月20日。血液型：A型。出身地：中国。修行地：中国・廬山五老峰。
- 技：廬山百龍覇、廬山昇龍覇
- 声：矢田耕司（老師 / 仮死状態、聖闘士星矢Ω）、小林通孝（TV版・青年期）、堀内賢雄（OVA『冥王ハーデス編』、映画『天界編』・青年期）、細谷佳正（中国版『聖闘士星矢 ライジングコスモ』）、三宅健太（OVA『THE LOST CANVAS 冥王神話』）、岩崎ひろし（Knights of the Zodiac）

天秤宮を守護する。紫龍の師であり、「老師」と呼ばれすべての聖闘士の尊敬を集めている。243年前の前聖戦では、彼とシオン2人だけが生き残った。紫龍の弟子入りより以前から、捨て子だった少女春麗を拾って育てていた。春麗と紫龍が成長してからは二人の仲を後押しするような描写も見られる。
最強と謳われるサガをもって、老齢ながら全聖闘士中で最強と評されている。教皇亡き後（十二宮編以降）は事実上の聖闘士の最高指導者となっており、五老峰にありながらすべての聖闘士たちに指令を与えている。サガの乱の後には紫龍の聖衣を甦らせるために血を提供した（アニメではムウが担当）。
前聖戦で多くの仲間の戦死を体験し長い年月を生きただけに、自分の命よりも使命を優先する紫龍の生き方に悲しみ、紫龍へは聖闘士として戦うこと以外の道があることも教える。ハーデスとの聖戦では加勢に駆けつけた紫龍を念動派で投げ飛ばし、（聖闘士をやめさせるため）立ち去るよう言い渡したのち、紫龍に春麗を優先する生き方もあるのではと諭している。アニメオリジナルエピソードでは、紫龍の兄弟弟子であり、かって破門した王虎に対しても温情を見せ、紫龍との戦いでいまわの際に闘う目的・原点を悟った王虎の破門を解いている。
アニメオリジナルエピソードのアスガルド編では青年期の活躍が描かれ、神闘士アルベリッヒの先祖・アルベリッヒ13世を廬山昇龍覇で倒している。原作では廬山昇龍覇を使う場面はないが、その威力は紫龍を凌ぐとされる。
冥王ハーデスとの聖戦までは中国江西省九江市の南部にある廬山五老峰に小柄な老人の姿で座すのみだった。これは、18歳の時に先代アテナより MISOPETHA-MENOS（ミソペサメノス）と呼ばれる仮死の法を受けたためである。この法の効果により心臓が1年で10万回（1日の平均的な心臓の鼓動）しか鼓動しない状態になっており、五老峰より西に千キロの巨塔に封印されていたハーデスの封印を監視、なおかつ（前）聖戦において疲労した身体を仮死状態にして休ませていた。その間、体を動かした描写があったのは春麗が滝壷に落とされた際に助けたシーンのみ（アニメでは家屋にいる場面もあった）。
243年という長い年月も童虎の肉体にとっては243日間分の加齢にしか過ぎず、ハーデス軍の侵攻にあたり遂に老体の内部より全盛期の18歳に維持されていた肉体を蘇らせ、243年ぶりに聖衣をまとって戦いに臨んだ。小宇宙が最大限に高まるとき、背中には猛虎の顔が浮かび上がる。
あらゆるシリーズにおいて、その実力と知識と経験により、（特に）集団での戦闘時は参謀的な役割を担うことが多い。
『ORIGIN』では、赤子のサガ・カノンの出現後、シオンにケールの凶星について伝えている。サガ失踪やアイオロスのアテナ拉致といった事案が発生した後、五老峰を来訪したムウと今後の対応を協議した。
OVA版冥王ハーデス編ではシオンたちの復活の真意を知った後、旧友として語り合う時間を持てなかったことを悔やむシオンに対し、いずれ自分も戦死して死の国で再会できることを告げ、彼の消滅を看取った。
なお、冥王ハーデス編に先駆け、アニメでは全盛期の顔がオリジナルデザインとして玩具の聖闘士聖衣大系「ライブラクロス」、アニメ版アスガルド編、雑誌「聖闘士星矢アニメスペシャル3」掲載の設定画で登場しており、この時の原画がそのまま冥王ハーデス編・原作に置いても採用された。
『聖闘士星矢 NEXT DIMENSION 冥王神話』においては、シオンと共に青銅聖闘士から黄金聖闘士に昇格した様子が描かれる。
映画『Legend of Sanctuary』では、紫龍の師。本編での登場は無いが、星矢たちが白羊宮へ到着した際、ムウの口から知己であることが語られる。童虎の名も登場せず、天秤座（ライブラ）の聖闘士とだけ呼称されている。
天秤座の聖衣
他の聖衣とは大きく異なり、聖衣の守護星座の形態を成す目的ではない明らかな「武器」を6種で各1対、合計12個装備している。
- 剣（ソード）
- 槍（スピア）
- 双節棍（ツインロッド）
- 三節棍（トリプルロッド）
- トンファー（旋棍）
- 円盾（シールド）

円盾は投擲用の鎖を備えており、防御のみならず攻撃にも使用できる。
これらは「星をも砕く天秤座の武器」と言われるほどの強大な破壊力を秘めており、本来は黄金聖闘士専用の武器であり、黄金聖闘士が使用することでその威力が最大限に発揮される。十二宮編ではカミュの作り出した氷の棺より氷河を救い出すとき、海皇ポセイドン編では海底神殿の7大洋の柱を破壊するときに使用された。しかし主柱メインブレドウィナ、および冥界の嘆きの壁には通用しなかった。
通常は武器を用いず素手で闘う聖闘士であるが、アテナもしくは天秤座の聖闘士の許可が下りたときにのみ天秤座の武器を使用することができる。天秤座の黄金闘聖士が、聖闘士の善悪を判断する要の役目を持っていると言われるのはこのためである。なお、この許可が下りるようになったのは、過去の聖戦では戦神アレス配下の狂闘士（バーサーカー）との聖戦が唯一の事例という。

## 蠍座のミロ
- 蠍座（スコーピオン）のミロ
- 年齢：20歳。身長：185cm。体重：84kg。誕生日：11月8日。血液型：B型。出身地：ギリシア。修行地：ギリシア・ミロス島。
- 技：スカーレットニードル、スカーレットニードル・アンタレス、リストリクション
- 声：池田秀一（TV版）、関俊彦（OVA『聖闘士星矢 冥王ハーデス編』以降の関連作品、セインティア翔〈アニメ版〉）、鳥海浩輔（中国版『聖闘士星矢 ライジングコスモ』）、浅野真澄（LEGEND of SANCTUARY）、櫻井孝宏（セインティア翔〈ドラマCD版〉）

天蠍宮を守護する。スピード溢れる動きから繰り出される攻撃は蠍の猛毒の如く強烈で、最強の黄金聖闘士の一人であるカノンに対しても、ほぼ互角に戦えるほどの戦闘力を持つ。青銅聖闘士討伐命令のために教皇の間へ呼び出されたときに出会ったアイオリアとも面識があった。
黄金聖闘士の中でも情に篤いが、それだけに最も気性が激しく、敵に対しては燃え盛る炎の如く立ち向かう。教皇に対しては忠誠を誓いながらも、真意を決して見せない挙動に対してある程度の不信感を抱いていた。黄金聖闘士であることに強い誇りを感じており、教皇に青銅聖闘士抹殺を命じられた時は、「獅子に蟻を倒せと言うようなもの」として一笑に付した。実直な性格のために曲がったことを嫌うが、一度認めた相手に対しては強い信頼を寄せる。
必殺技は、人間の中枢神経を刺激し、激痛と共に全身を麻痺させるスカーレットニードル。蠍座の15の星を形どる15発より成り立ち、1発打つごとに相手に降伏か死かの選択を迫る非常に"慈悲深い"技である。特に蠍座の心臓部に位置する15発目はアンタレスと呼ばれ、技を受けた人間を確実に死に至らしめる止めの技でもある。大抵の者は5、6発で痛みに耐えきれず息絶えるか命乞いをするかであり、過去において15発まで全て受け切り生きながらえたのは氷河のみ。複数人に同時に放つこともできる。また、TVアニメ版でアーレス教皇の命でアンドロメダ島を壊滅させた際の描写では、片足で立ち上半身を低くし両手を左右にまっすぐ伸ばした姿勢（蠍の姿を模したポーズ）で、背後で炎を吹き荒れさせるような技を用いている。
十二宮編では星矢と紫龍を一方的に倒した後で、氷河を圧倒的な強さで苦しめる。氷河もホーロドニースメルチの連発により、ミロの足の動きを一時封じるなど善戦するが、ことごとく打ち破られ、スカーレットニードルも14発まで打ち込まれ、絶体絶命の状態に陥る。氷河の直接の師である宝瓶宮にいるカミュには、カミュの本当の意図を慮り、氷河に対して全力をもってとどめを刺すと明言。スカーレットニードルの止め（15発目）であるアンタレスを打ち込み、氷河を戦闘不能に陥れ、大量出血により死を待つばかりの状態にした。しかし、氷河にアンタレスの間隙を縫って星命点を打ち込まれており、黄金聖衣をまとっていなければ命を落としたのは自分、と敗北を悟った。そして、死に瀕しながらもなお前進しようとする氷河に心を打たれ、真央点を突いて救い、天蠍宮を通すことを許した。この闘いを通じ、彼らの信ずる通り城戸沙織こそが真のアテナと直感。サガが倒れて聖域の邪悪が浄化された後は自らもアテナに忠誠を誓い、亡きカミュに代わって氷河の後見人的存在となり、破壊された彼の白鳥星座の聖衣を自らの血で復活させた。
またTVアニメ版では、星矢のペガサス彗星拳が直撃しても、かすり傷程度でダメージをほとんど受けず、紫龍の廬山昇龍覇をそのままはね返すなど、強大な実力を示しており、星矢がミロについて「今までの黄金聖闘士（＝シャカやアイオリアたち）に勝るとも劣らぬ強さ」と感じたほどである。
情の篤さはハーデス編においてより多くの描写がなされている。主なものとして、カノンに、これまでの悪行への「免罪符」としてスカーレットニードルを打ち込む、シャカが禁断技のアテナエクスクラメーションで倒されたと知るや、義憤に駆られて自分の宮を放棄して処女宮に現れ、サガたち三人の黄金聖闘士を相手に「問答無用」とばかりにスカーレットニードルを連発する。三人がアテナエクスクラメーションを仕掛けてきたので、ムウ、アイオリアと共に立ち向かい、紫龍の参戦で相手を吹き飛ばした。サガに止めをさそうとした所でアテナに止められ、アテナの前まで三人を連れて行った。冥界ではコキュートスでアテナの小宇宙によって回復したときにムウ、アイオリアと共に4人の冥闘士を倒した。なお、OVAでは冥闘士を1人倒すシーンが描かれており、この時はスカーレットニードル15発を一度に打ち込んでいる。
雑誌掲載時は、聖衣を装着した姿で登場した最初の黄金聖闘士だった。
氷河の師匠について、車田は「はじめはミロにするつもりだった」と発言している。実際、シベリアで氷河の母の遺体が眠る船が海溝の底まで沈められたシーンに登場した黄金聖闘士は、雑誌掲載時は蠍座のシルエットであった。また、十二宮編で氷河が天秤宮に飛ばされた場面においても、雑誌掲載時は氷河が蠍座のシルエットに向かって「あなたは私の師」と叫んでいたが、この翌週の号より急遽設定が変更され、水瓶座のカミュが氷河の師匠として登場した（単行本では蠍座のシルエットのページはカットされている）。シベリアでのシーンも、単行本では水瓶座の聖衣に修正されている。また、天蠍宮の戦いにおいて雑誌掲載時は氷河を「きみ」と呼んでいたが単行本では「おまえ」に変わっている。
『EPISODE ZERO』では、シャカ同様修行のため聖域を離れている。
映画『Legend of Sanctuary』では性別が女に変更されている。32歳。天蠍宮を守護する。原作と違い素顔は深紅の髪をした美女。聡明で聖域への忠誠が人一倍高く戦士としての誇りを持つ。天蠍宮を勝手に通過しようとする星矢と瞬に洗礼を与え人馬宮へ吹っ飛ばし星矢と相対する。果敢に挑む星矢を強大な力で激しく猛襲し彼を下す。星矢との戦闘中に破壊された壁からアイオロスのメッセージを目撃し、遅れて現れたシャカやアイオリアから真実を聞かされる。本来の敵である教皇が本性を露わにし巨大石像を作動させた際は自らを含めた黄金聖闘士6人で破壊する。本人曰く、戦いの最中よそ見をする男は「いい度胸をしている」ため嫌いではない模様。

## 射手座のアイオロス
- 射手座（サジタリアス）のアイオロス（教皇）
- 年齢：14歳没（生きていれば27歳）。身長：187cm。体重：85kg。誕生日：11月30日。血液型：O型。出身地：ギリシア。修行地：ギリシア・聖域。
- 技：シャドウアロー（EPISODE ZERO）、アトミックサンダーボルト（※アニメ版のみ）
- 声：屋良有作（TV版他、セインティア翔〈アニメ版〉）、大倉正章（TV版・少年時代）、森久保祥太郎（中国版『聖闘士星矢 ライジングコスモ』）、森川智之（LEGEND of SANCTUARY）、梅原裕一郎（セインティア翔〈ドラマCD版〉）

人馬宮を守護する。アイオリアの実兄。13年前にアテナが降臨した数日後、前教皇シオンから仁・智・勇を兼ね備えた聖闘士として教皇の座を任された。
なお、射手座が他と際立って厚遇されたのは、作者の車田が12月6日生まれの射手座であるからである。
前教皇シオンを殺害して教皇に扮したサガが赤子のアテナ暗殺を目論んだ際、間一髪でアテナを救い聖域から脱出した。そのためサガによって「アテナを殺害しようとした聖域への謀反者」という汚名を着せられるが、聖域全体を敵に回してなお、たった1人でアテナを守って12宮を突破して戦う。追っ手から逃れる中でシュラにより致命傷を受けたものの、偶然にも日本から旅行でギリシアを訪れていた城戸光政に、アテナと黄金の杖（勝利の女神）と射手座の黄金聖衣を託した後、絶命した。
守護者不在となった人馬宮には、アイオロスのいつ来るとも知れないアテナを守る聖闘士たちへ「ここを訪れし少年達よ、きみらに女神を託す…」というメッセージが遺されていた。これを星矢たちが見つけることで、それまでの激戦で傷ついた彼らに新たな力を呼び戻した。アニメ版での人馬宮は崖、落盤、水攻めなど、星矢たちに試練を与えるための数々の難関に満ちた迷宮が仕掛けられており、迷宮を突破できた後に射手座の黄金聖衣が鎮座する場所にワープし、メッセージが現れるという設定に変更されている。
実力は、最強の聖闘士を謳われたサガ以上といわれる。アニメ版ではシュラに討たれた際の闘いでオリジナル技のアトミックサンダーボルトを使用しているが、原作では必殺技の名は「不明」と設定され、現在ではアイオロスの必殺拳は幻の技と呼ばれている。
装着者の記憶を蓄積するという黄金聖衣の特性により、死してなお魂は射手座の黄金聖衣に宿っており、星矢たちの危機に際して黄金聖衣が彼の身を包むことで、彼らに力を貸し続けている。聖闘士の鑑として、死してなお地上の正義とアテナとを守り続け、魂は星矢たちの心の中に生き続け、さらに全ての聖闘士からの尊敬も集めている。
終盤の嘆きの壁破壊のための黄金聖闘士集結場面では、12人全員の力を結集する中心となった。OVAでは復活に際し、弟アイオリアと固く握手を交わし、弟のこれまでの闘いを誇りに思うとの言葉を贈った。
アニメ公式書籍「アニメスペシャル2」掲載の番外編小説では、黄金聖闘士の称号を得て間もない山羊座のシュラと親交があったことや、アテナの降臨前に既にサガの本心に隠された闇をおぼろげながら感づくこと、そしてサガの反乱前に既に、サガの策略によってアテナ暗殺を目論む不届き者に仕立て上げられていたことが描写されている。
『EPISODE ZERO』では、サガに自身より全てにおいて優れていることや心の清らかさを理由にサガを教皇に推薦する旨を伝えていた。アテナを抱えながらアフロディーテの双魚宮、シュラの磨羯宮、デスマスクの巨蟹宮、サガの双児宮を突破する。聖域と一般社会の境界線である吊り橋を渡っていた際、シュラ・アフロディーテ・デスマスクの追撃を受ける。自身は意識を失ったがそれでも渡ろうと進んでいる姿を見たシュラが武士の情けとして吊り橋を落とし、アテナと共に闇の底に落ちて行った。
映画『Legend of Sanctuary』では、本編開始時点で故人（享年29）。かつて人馬宮を守護していた。温和な物腰と正義感の強い性格から多くの人間から慕われ次期教皇候補と目されていた。16年前、アテナを亡き者としようとする教皇の魔の手から、赤子であった沙織を救い連れ出したため、反逆者としてサガやシュラの追撃を受ける。ヒマラヤ山脈の洞窟にて遭遇した城戸光政に真実を伝え沙織を託し落命した。
射手座の聖衣
本来の射手座の聖衣は星座絵と同じくケンタウルス族のケイローンが弓に矢を番えた姿をしているが、銀河戦争編から白銀聖闘士編まではアイオロスからアテナを託された城戸光政によって本来の姿から欧州で購入したアンティークに見せかけるべく通常の甲冑の姿に変えられていた。白銀聖闘士編において聖衣自身の意思により本来の姿に戻った。
射手座の聖衣には弓矢が装備されている。物語中での使用は人馬宮でアイオロスが遺したメッセージを示すために聖衣がひとりでに矢を放ったときが最初である。ポセイドン編ではクライマックスに用いられ、（神の力に跳ね返されたものであるが）聖衣を貫くほどの威力を見せている。冥界で嘆きの壁を破壊する際に用いられた場面は、本来の装着者であるアイオロスの手による原作中唯一の攻撃描写となる。
映画第1作〜第4作では星矢が装着し、数々の強敵を倒している。

## 山羊座のシュラ
- 山羊座（カプリコーン）のシュラ
- 年齢：23歳。身長：186cm。体重：83kg。誕生日：1月12日。血液型：B型。出身地：スペイン。修行地：スペイン・ピレネー山脈。
- 技：聖剣（エクスカリバー）、ジャンピングストーン
- 声：戸谷公次（TV版）、草尾毅（OVA『聖闘士星矢 冥王ハーデス編』以降の関連作品）、浪川大輔（中国版『聖闘士星矢 ライジングコスモ』）、川田紳司（LEGEND of SANCTUARY）

磨羯宮を守護する。黄金聖闘士の中でも突出した体術の使い手で、その動作に追いつく者は数少なく、最強の黄金聖闘士に数えられる一人。両手両足が鋼のように研ぎ澄まされており、特に手刀の威力は黄金聖闘士中でも最強で、いかなる物でも斬り裂く聖なる剣・エクスカリバーと呼ばれている。
サガによる前教皇暗殺の際、アテナを抱いて脱出したアイオロスに致命傷を与えた。かつては力こそすべてと考えており、デスマスクやアフロディーテ同様、教皇の悪事を知りつつも悪も力で貫けば正当化され、力ある者や勝者こそが正義を名乗る資格があると考えていたが、死ぬ間際に紫龍によって改心。紫龍こそ次代の聖闘士の要と認め、禁じ手の廬山亢龍覇でシュラもろとも燃え尽きようとしていた紫龍を、自身の山羊座の黄金聖衣を装着させることで救い、地上に送り返すと同時に、自らの「聖剣」（エクスカリバー）を彼の右腕に受け継がせた。
アニメでは、その性格が180度正反対の善の聖闘士として描かれ、「女神に最も忠誠心厚き男」であることを至上の誇りとする。女神に対する忠誠心ゆえ、山羊座の聖闘士は神話の時代にアテナから“聖剣”を授かったとされている。忠義者ゆえに星矢たちを女神に反旗を翻す者と誤解しており、あえて星矢たちに磨羯宮を突破させ、磨羯宮内に設置されている女神像を「虫けら同然の者たちの血で汚すわけにはいかん」という名目で、星矢たちが野外に出た瞬間にエクスカリバーによって急襲を仕掛けるほどであった。しかし、自らの生命を賭して戦う紫龍の覚悟と、自身がアイオロスを抹殺しようとした際に見逃したのではなく、赤子だった女神の小宇宙によるものだったと紫龍から諭され気づいたことで、城戸沙織こそが真の女神だと悟り、アイオロスと紫龍に詫び、彼に女神の守護を託して絶命。このほか、紫龍によって腕を破壊される度合いが、原作では左腕の骨折のみであるが、右腕の完全な切断も追加されている。また、いかにして紫龍を助けたかの過程もポセイドン編にて詳細に描かれた。
アスガルド編では声のみで再登場。ジークフリートに廬山亢龍覇を仕掛けようとした紫龍を諫めて、星矢たちとアスガルドの共倒れという最悪の事態を回避させた。
アニメ関連書籍の『アニメ・スペシャル2』に掲載された小説「サガ！野望の序曲」では、アテナから直接聖剣を授かり、教皇シオンの口を通じてアテナから聖剣の名を命名された場面が書かれた。また、年上でありながら自分を同格と認めてくれたアイオロスを兄のように慕っている描写もある。
ハーデス編ではシオンたちと共に復活し、ムウとの戦いなどで聖剣の力を大いに発揮する。最後は紫龍に無言の教えを残しつつ消滅した。OVAでの嘆きの壁撃破に際しては、紫龍と再会して固く握手を交わし、十二宮戦で自分の過ちを気付かせてくれた紫龍に礼を述べつつ、他の黄金聖闘士と共に散った。この時、紫龍がシュラに廬山亢龍覇をかける場面が回想シーンとして追加されたが、TVアニメとは異なり、右腕は切断されてはいない状態で描かれた。
『EPISODE ZERO』では、シオンに次期教皇はサガかアイオロスのどちらかが相応しいと意見を述べている。アイオロスがアテナを抱え逃亡すると磨羯宮にて待ち受け、ハーデス軍に寝返るかと激怒し攻撃を仕掛けた。アイオロスを半死半生に追い込み、シャドウアローも聖剣で撥ね退けたが、ニケを握るアテナの神の小宇宙に動きを封じられる。その後、デスマスク・アフロディーテと共に、聖域と一般社会の境界線である吊り橋を渡るアイオロスに追撃を掛けるが、意識を無くしてもなお渡り続けるアイオロスを見て、武士の情けとして自ら吊り橋を落とす。
映画『真紅の少年伝説』では、アベルの力によって蘇る。アベルがアテナを永遠の眠りにつかせたことに怒りを感じ、カミュと共に反感するが、これが神への反逆罪となり、コロナの聖闘士に誅殺される。
映画『Legend of Sanctuary』では、36歳。磨羯宮を守護する。血の気が多く好戦的な性格をしている。16年前、反逆者とされ空を飛び逃亡するアイオロスをサガと共に追撃し彼をヒマラヤへ墜落させた。一つ前の無人となった人馬宮に出向き天蠍宮からミロにより吹っ飛ばされてきた瞬と対峙。あっという間に彼を地に舐め伏せ、続けて現れた一輝と交戦する。序盤は彼のスピードや技に翻弄されることもあったが、自らの本気を出して以降は「手こずらせやがって」とは言うものの実力の違いを見せつけ一輝を下す。遅れて現れたシャカやアイオリアたちからミロと共に真実を聞かされ、さらに瀕死の状態の星矢の治療を試みる沙織の小宇宙を見て驚愕する。真実を知った後は、本性を露わにした教皇の作動させた巨大石像を自らを含めた黄金聖闘士6人で破壊する。
本来の「やぎ座」は、神話に基づいて上半身は山羊・下半身は魚の姿だが、聖衣のオブジェ形態は普通の山羊の姿をしている。また、聖衣頭部のヘッドギアはアニメではヘルメット状に変更されたが、ハーデス編での山羊座の冥衣は原作準拠のヘッドギアとなっている。
名前の由来は阿修羅。

## 水瓶座のカミュ
- 水瓶座（アクエリアス）のカミュ
- 年齢：20歳。身長：184cm。体重：76kg。誕生日：2月7日。血液型：A型。出身地：フランス。修行地：ロシア・東シベリア。
- 技：ダイヤモンドダスト、フリージングコフィン、オーロラエクスキューション
- 声：納谷六朗（TV版）、神奈延年（OVA『聖闘士星矢 冥王ハーデス編』以降の関連作品）、緑川光（EPISODE.G〈ドラマCD版〉）、諏訪部順一（中国版『聖闘士星矢 ライジングコスモ』）、浪川大輔（LEGEND of SANCTUARY）

宝瓶宮を守護する。「水と氷の魔術師」と呼ばれる氷の闘技の使い手であり、最強の黄金聖闘士に数えられる一人。奥義「オーロラエクスキューション」は絶対零度にほぼ達し、あらゆる物体を凍結により破壊する。氷河とアイザックの師。
いかなるときにもクールであることを貫く。天秤宮で対峙した氷河に対しては、氷河の母の眠る船をシベリアの海底奥深くへ沈めてしまうなど、非情とも取れる方法でその甘さを断ち切ろうとするなど冷たさを見せたが、氷河同様にクールさの裏に熱い心を秘めており、弟子思いの一面がある。十二宮戦では、氷河を深く愛するあまり他の黄金聖闘士に嬲り殺されることを恐れ、本来の守護宮である宝瓶宮から四つも離れた天秤宮まであえて出向き、絶対零度に限りなく近い冷気で氷河を圧倒。フリージングコフィンによって氷河を凍結して立ち去り際に涙を流すなどしている。一方であえて氷河の目の前で氷河の母の思い出を断ち切ることでセブンセンシズに目覚めるきっかけを与えようとしており、氷河を聖闘士として助けたいという師としての思いも抱いていた。救出された氷河に対してミロは「一時的に戦線から離脱させて生き延びさせるための行為」と言ったが、カミュは「魂は天に昇っても肉体は滅びない」と言っているので、己自身の手で氷河を殺そうとしたと思われる。
宝瓶宮での氷河との闘いでは、命を懸けて氷河を絶対零度にまで導くと共に、男なら闘いの中で節を曲げることなく最後まで自分の立場で闘い抜くことを教える（ただし、これは氷河の想像であってカミュ自身の心情描写はない）。当初はオーロラエクスキューションとフリージングコフィンで氷河を追い込んだかに見えたが、天秤宮で2つとも技をかけられていて技を見切っていた氷河は、フリージングコフィンを内側から破ることに成功し形成が逆転する。そして激闘の中で絶対零度に目覚めた氷河が会得したオーロラエクスキューションによって全身を凍結されて倒され、死の瞬間まで氷河を見守る師としての言葉を残し散る。
アニメでは設定が異なり、氷河とアイザックの師・水晶聖闘士の師であり（水晶聖闘士が登場した時点では原作で氷河の師匠のことは語られていなかった）、孫弟子にあたる氷河にとってカミュは師も同然となっている。アニメ版における氷河とカミュの初対面は、氷河がサガのアナザーディメンションによって天秤宮に飛ばされた時で、カミュ自身が「お前のことは水晶聖闘士から聞いているぞ氷河」という孫弟子であることを示唆する台詞がある。OVA『冥王ハーデス十二宮編』では、過去の回想シーンで身分を隠して修行時代の氷河に聖闘士の精神を手解きしており、その意味においてカミュも氷河を育てたもう1人の師とされた。
ハーデス編ではシオンらと共に復活し、シュラ、サガと共に変わらぬ実力を披露する。最期は氷河に微笑みかけて消滅している。OVAでは氷河に、その拳が何のためにあるかを教えつつ消滅した。OVAでの嘆きの壁撃破に際しては、氷河と再会を喜び合った後、クールに徹して信じた道を振り向かずに突き進むことを教えつつ、ほかの黄金聖闘士たちとともに散った。
『EPISODE ZERO』では修行のため聖域を離れている。
映画『真紅の少年伝説』では、アベルの力によって蘇る。アベルがアテナを永遠の眠りにつかせたことに怒りを感じ、シュラと共に反感するが、これが神への反逆罪となり、コロナの聖闘士に誅殺される。
映画『Legend of Sanctuary』では、32歳。宝瓶宮を守護する。氷河の師匠。責任感が強く任務を忠実に遂行し、冷徹に見られがちだが内面には情を秘めている。左肩の水瓶は可動する。巨蟹宮で積尸気に落とされそうになった氷河を宝瓶宮へ引き寄せて教皇に疑念を抱きながらも対峙する。序盤は力量の差を見せつけ氷河を圧倒するが、覚悟を持った彼と互いにオーロラエクスキューションを打ち合った後、倒れ絶命する。
カミュ最大の拳・オーロラエクスキューションは、両手を組んで頭上に掲げるように構え、そのまま両腕を前方に下ろして技を放つ。構えたときに黄金聖衣の前腕カバーのパーツが水瓶の形を成し、下ろしたときに水瓶が傾けられ口から水が注がれるのが技のイメージとなっている。背景では女性が水瓶を担いでいるが、神話上では水瓶を担いでいるのはガニュメデス（男性）である。

## 魚座のアフロディーテ
- 魚座（ピスケス）のアフロディーテ
- 年齢：22歳。身長：183cm。体重：72kg。誕生日：3月10日。血液型：O型。出身地：スウェーデン。修行地：デンマーク領・グリーンランド。
- 技：ロイヤルデモンローズ[32]、ピラニアンローズ、ブラッディローズ、ダガーローズ（EPISODE ZERO）
- 声：難波圭一、津田健次郎（中国版『聖闘士星矢 ライジングコスモ』）、桐本琢也（LEGEND of SANCTUARY）

最後の宮・双魚宮を守護する。88星座の中でも随一の美貌の持ち主といわれ、「天と地のはざ間に輝きを誇る美の戦士」と呼ばれ、アニメでは「その美しさとは裏腹に、最も恐るべき聖闘士」とも呼ばれていた。
双魚宮から教皇の間への道には、トラップとして毒バラが敷詰められており星矢はこの毒バラに一時倒されたが、駆けつけた魔鈴が、一時的に猛毒などから身を守ることが可能である自身の仮面を星矢に被せることで回復している。
「力こそ正義」が信念であり、教皇（サガ）の所業を知りながらも、強い力こそが幾多の邪悪から地上を守ることができるとして従っていた。一見すると悪の聖闘士のように描かれているが、ある意味で彼もまた聖闘士として地上の平和を守ることを願っていたともいえ、むしろ誰よりも平和を願う心が強いともいわれる。
十二宮戦に先駆け教皇の命に従い、瞬の師匠・ケフェウスのダイダロスを倒した。アニメではミロがアルビオレ（瞬の師、アニメ版でのオリジナル名称）討伐に派遣されたものの苦戦を強いられ、アフロディーテが密かにデモンローズを放ち、彼の動きを止めたため仕留められたとされた。原作では男らしく割り切った性格で自身が美を語ることはない。
師を倒された因縁は、瞬が十二宮を突破する動機の一つとなり、双魚宮において瞬と戦った。自身の小宇宙により作りだした薔薇による花霞を破ったサンダーウェーブを黒バラ1本で止める、一度は動きを封じられたネビュラストリームを破るなど強大さを発揮したが、自らの最後の技であるブラッディローズを繰り出すも、セブンセンシズに目覚めた瞬の奥義ネビュラストームにより、半ば相討ちで倒される。死に際しては瞬を賞賛し、バラの葬列に送られるとの台詞通り、バラに埋もれて倒れた。正義に対しての信念は、死の寸前まで変わることはなかった。
ハーデス編ではハーデスの力によってシオンらと共に復活。デスマスクを助けてムウと戦うが、ムウのスターライトエクスティンクションで倒される。ムウとの戦いにおいては倒される直前、シオンの命令で進撃した際を除いて主体的にはほとんど動いておらず、出番・セリフはごく少ない。また、蹴り飛ばされるときに「うぉっ！」と叫ぶなどだじゃれも取り入られている（デスマスクは「かにぃ！」と叫ぶ）。
OVA『ハーデス十二宮編』では、この後にハーデス軍の雑兵と戦い簡単に倒すも、ラダマンティスに倒されるシーンがある（ラダマンティスに倒されるシーンは原作にも存在する）。OVAではこの他アテナの聖闘士としての自覚に目覚めながらも、敢えて逆賊の汚名を被ることに同意するなどの描写も見られた。OVAでの嘆きの壁撃破に際しては、瞬に対して十二宮戦で自分を倒したときのように奇跡を起こすことを教えつつ、他の黄金聖闘士と共に散った。
『EPISODE ZERO』では、サガの失踪を訝しんでいた。また、デスマスクとは仲が良いようで「デス」と呼んでいる。教皇の命で逃亡するアイオロスを双魚宮で待ち受け傷を負わせるが、シャドウアローで動きを封じられ宮を突破された。その後、シュラ・デスマスクと共に、聖域と一般社会の境界線である吊り橋を渡るアイオロスに追撃を掛けた。
映画『真紅の少年伝説』では、アベルの力によって蘇る。最も崇拝するものは神ではなく美しさであり、勝利こそ最高の美、対して最も醜いものは敗北との考えを披露し、その敗北を味わわされた瞬の前に、美の戦士として屈辱を晴らすべく立ちはだかる。バラの花霞の中に移動の残像を映し出す防御術でネビュラストームを破って瞬を追い詰めるが、一輝の参戦により失敗。幻魔拳により自分の姿が醜く変わる幻を見せられて逆上し一輝に襲いかかるが、鳳翼天翔の前に敗北。必殺のブラッディローズも鳳翼天翔で跳ね返されて自らの左胸に受け、絶命する。
映画『Legend of Sanctuary』では、25歳。双魚宮を守護する。薔薇を操り、全ての聖闘士の中で最も美しい男。教皇に青銅聖闘士たちが迫っていることを報告し、同時にアテナを安全な場所に移すことを進言するが突如教皇の放ったアナザーディメンションを受け死亡する。戦わずして退場したため、その実力を披露することはなかった。
OVA『soul of gold』ではユグドラシルの正体と結界の存在を真っ先に知り、アスガルドの植物たちからの脈動を辿って神闘士「ファフナー」の人体実験場を探し当て、ロイヤルデモンローズによってファフナーを一方的に圧倒して麻痺させたのち、彼の脳から直接結界を消す方法を聞き出し、あと一歩のところまで追い詰めるほどの実力を披露する。
終盤で12人の黄金聖闘士とともに蘇った際には、実はユグドラシルに葬られていたのではなく、植物の毒への耐性を持っていたためその中で息を潜め、後から送りこまれてきた黄金聖闘士たちを仮死状態にすることで機を窺っていたことが判明し、ロキとの闘いにおいて黄金聖闘士の勝利に大いに貢献する。
当シリーズでは、人体実験によって何人もの命を奪っていたファフナーに怒りを露わにし、捕らえられていたヘレナを我が身を顧みずに救出するといった正義の聖闘士として描かれている。
本来の「魚座」は、星座絵では美の女神アフロディーテとその息子エロスが変身した2匹の魚がリボンで結ばれた姿だが、聖衣のオブジェ形態の魚は1匹である。

## 関連用語
黄金聖衣（ゴールドクロス）
黄道十二星座に対応する、黄金に輝く防具。聖衣の中でも最上級に位置し、地上最強を謳われる。外観上は金色のカラーリング、下位の聖衣と違って上腕・太腿をも覆うほどの重装備、羽や角などの装飾が特徴。その強靭さは他の聖衣とは一線を画し、神話の時代から一度たりとも破壊されたことがなかったといわれ、絶対零度でなければ凍結することはない。太陽の力が蓄積されており、黄金聖衣12体のエネルギーを集結すると、小規模ながら太陽の光と同等の力を発動できる。
海皇ポセイドン編でも驚異的な強度で勝利に貢献したが、冥王ハーデス編では5体（射手座、乙女座、水瓶座、天秤座、獅子座）が、冥王ハーデスの臣下死を司る神タナトスによってたやすく粉砕されている。
黄金聖衣には過去の聖闘士の記憶が蓄積されている。これは「聖衣の意思」とも呼ばれ、蟹座のデスマスクのあまりの非道さに聖衣自体が強制的に装着解除したり、双子座のサガの悪人格が行った悪事に双子座のマスクの善の表情の部分が泣き出したり、サガの人格に迷いが生じた瞬間に悪の表情の部分にひびが入ったりするなどの変化を見せ、最後にはサガの悪が浄化された瞬間にマスクが全て善の表情になるほどの大きな変化を見せた。装着者がいなくても星矢を始めとして正義の下に戦う青銅聖闘士たちのもとに黄金聖衣が自ら飛来し彼らの身を守ったり、一時的に彼らに装着された例が幾度もあり、星矢たちの危機を救っている。
黄金聖衣は同じ場所で一同に介した場合、互いに共鳴音を発する特性を持つ。聖域十二宮編においては、十二宮入口で黄金の矢に倒れた女神が、黄金の杖によって本来の姿に戻った射手座の黄金聖衣をアイオロスに返還した際に、聖域中に共鳴が起こっており、アニメでの表現ではベルの効果音がメインで使用された。またハーデス編において、嘆きの壁の前に冥界に乗り込んでいた4人の黄金聖闘士と戦死した7人の黄金聖闘士の魂が集結した際に、残りの双子座の黄金聖衣を装着していたカノンに緊急性を知らせるために共鳴音を起こしており、この際の効果音はハープ音がメインであった。
アテナエクスクラメーション
黄金聖闘士が三位一体で発動する究極の影の闘法。小規模ながらビッグバンにも匹敵する威力があるという。三人一組で行う特殊な技であり、すさまじい破壊力のため正義の戦いには好ましくないとアテナに禁じられていた。この闘法を使用した者は聖闘士の証を剥奪され、未来永劫に渡って鬼畜にも劣る賊の烙印を押される。
実際にハーデス十二宮編においてサガ・カミュ・シュラとムウ・アイオリア・ミロが互いに同時に繰り出しだ際には、力は全く五分と五分であったが、星矢たちの小宇宙の力によってその均衡が破れ、遙か天空の彼方へその威力が消えていったが、その威力の余波は一瞬にして処女宮を完全に破壊するほどであった。
ただし、冥王ハーデス編で計3名の元黄金聖闘士が使用（対複数を含めると6名）したものの、結果的には嘆きの壁を打ち破り話が完結するまで、その名誉が剥奪された描写はない。また、soul of goldでは邪神「ロキ」を倒すための当然の戦法として童虎、サガ、ムウは何ら躊躇なく使用している。